# بيلي رانكين
بيلي رانكين (بالإنجليزية: Billy Rankin)‏ هو موسيقي وطبال بريطاني، ولد في 1951.

## وصلات خارجية
- بيلي رانكين على موقع ميوزك برينز (الإنجليزية)
- بيلي رانكين على موقع ديسكوغز (الإنجليزية)